# Politechnika (stacja metra)
Politechnika – stacja linii M1 metra w Warszawie. Znajduje się w dzielnicy Śródmieście i leży wzdłuż ul. Waryńskiego, między al. Armii Ludowej i ul. Nowowiejską, na północ od ronda Jazdy Polskiej i Trasy Łazienkowskiej.
Według pierwotnego harmonogramu z 1982 stacja miała zostać wybudowana w okresie od połowy 1984 do końca 1989 oraz uruchomiona w 1990 jako przystanek końcowy I etapu linii. W 1985 rozpoczęto drążenie tuneli do stacji oraz wykonywanie torów odstawczych zlokalizowanych przed przystankiem. W związku z problemami finansowymi inwestycji termin jej ukończenia był kilkukrotnie przekładany i ostatecznie w 1993 został określony na koniec 1994. Wtedy stacja wraz z całym I etapem linii była gotowa do użytku, jednak ze względu na zmiany w prawie odbiory techniczne przedłużyły się na początek 1995. Stacja została uruchomiona 7 kwietnia 1995.

## Historia

### Projekt
23 grudnia 1982 Rada Ministrów podjęła uchwałę nr 266/82 o budowie I linii metra w Warszawie. Na mocy dokumentu inwestycja została podzielona na trzy etapy, a stacja nazywana wówczas Wawelska była stacją końcową I etapu. Harmonogram budowy tego etapu opracowany przez Metroprojekt zakładał rozpoczęcie prac przygotowawczych związanych z budową stacji w połowie 1984, natomiast właściwa budowa obiektu miała trwać od połowy 1985 do końca 1989. Prace przygotowawcze do realizacji tuneli szlakowych prowadzących do stacji od przystanku Rakowiecka miały trwać od początku 1984 do początku 1985, a same tunele miały powstać do początku 1989. W 1989 planowano zakończyć roboty budowlano-montażowe na całym odcinku i rozpocząć jego rozruchy, a w 1990 oddać go do użytku.
W I połowie 1983 prowadzono prace projektowe i organizacyjne do rozpoczęcia w II połowie 1984 drążenia tunelu szlakowego metodą tarczową. Również w 1983 zespół architektów Metroprojektu w składzie Jasna Strzałkowska-Ryszka, Jerzy Blancard, Lech Kłosiewicz i Andrzej Pańkowski działający w ramach Pracowni Sztuk Plastycznych opracował koncepcję architektoniczno-plastyczną wszystkich planowanych 23 stacji I linii zatytułowaną M′83. 16 grudnia 1983 uchwałą Rady Narodowej m.st. Warszawy planowanej stacji nadano oznaczenie A11 oraz nazwę Politechnika.

### Budowa

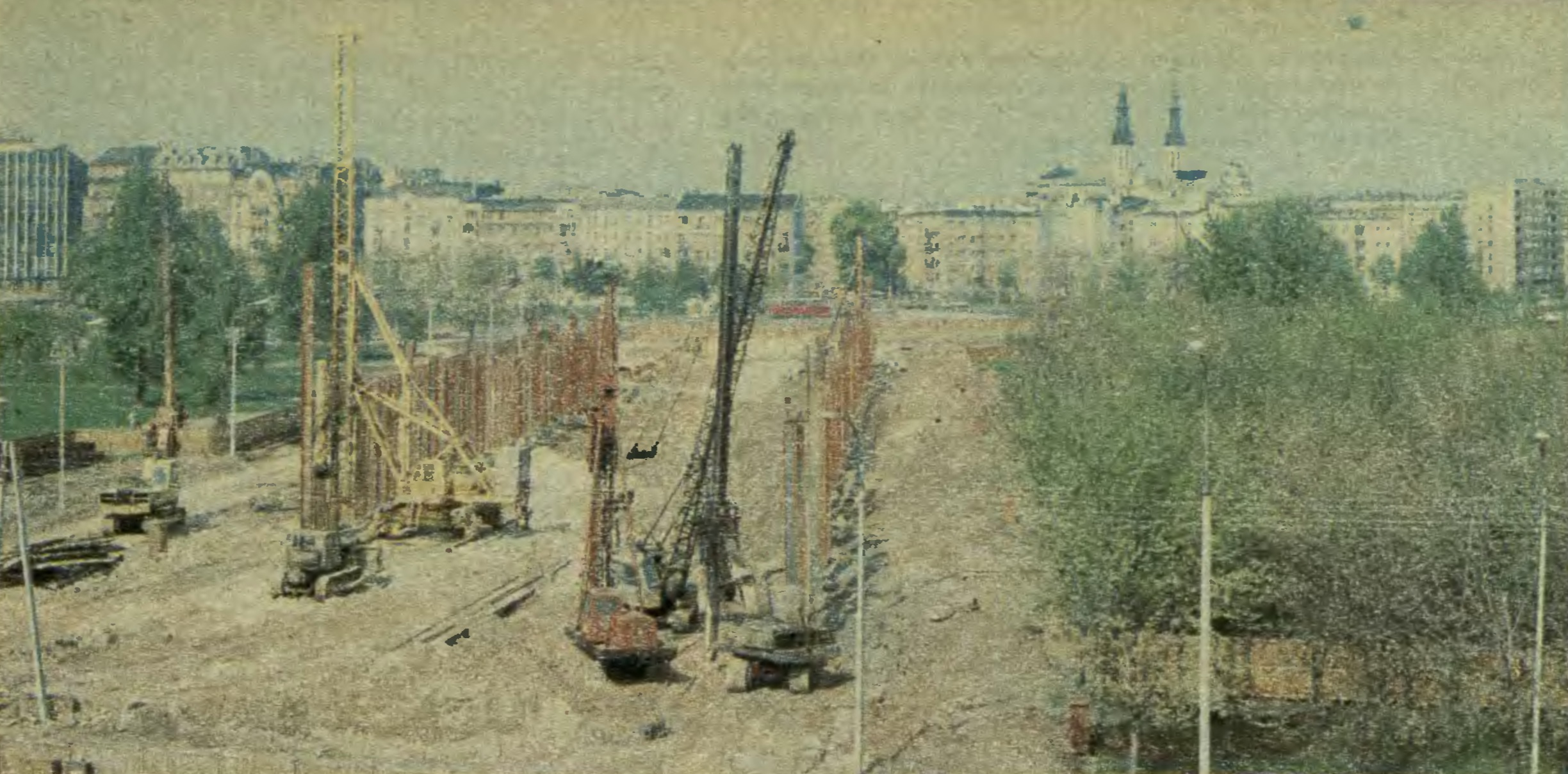
Budowa torów odstawczych stacji (1985)

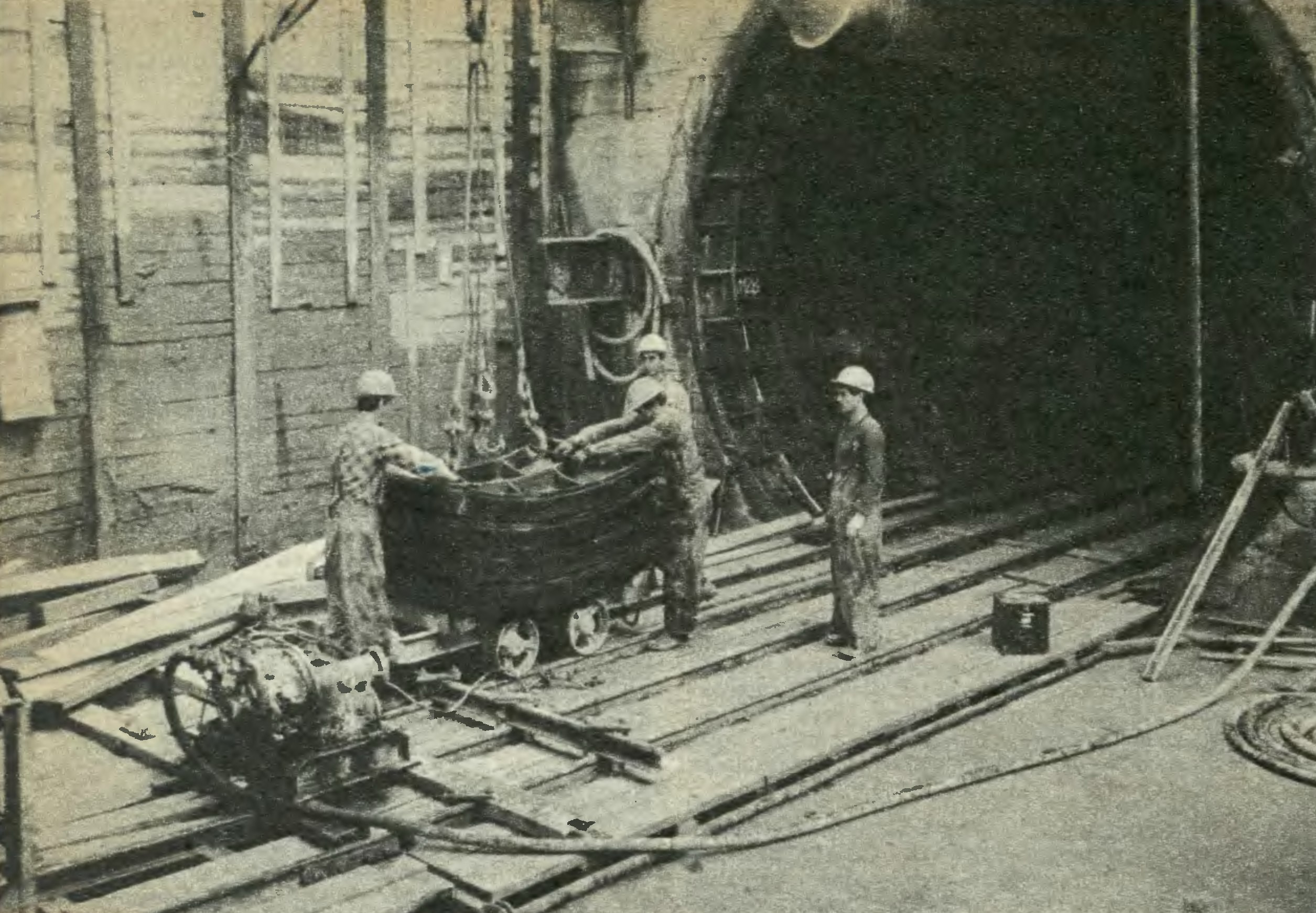
Szyb startowy tarczy drążącej (1985)

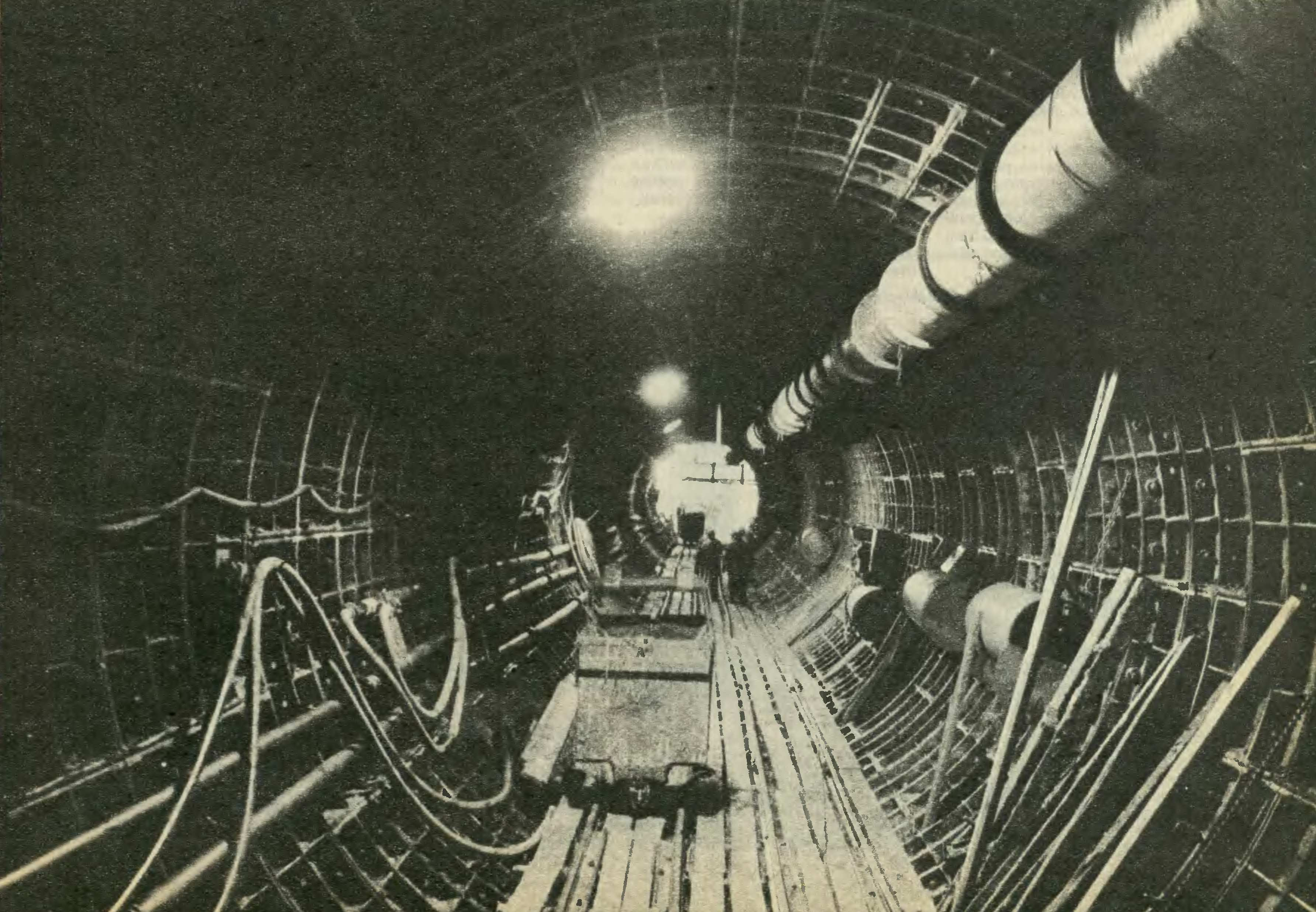
Budowa tunelu (1985)

W czerwcu 1984 przedsiębiorstwo Energopol-3 rozpoczęło prace palowe przy komorze montażowej tarczy mającej za zadanie wykonać tunel szlakowy B11. 23 listopada 1984 na dno szybu montażowego wykopanego na Polu Mokotowskim opuszczono pierwszy element urządzenia, natomiast 11 stycznia 1985 Przedsiębiorstwo Robót Górniczych z Mysłowic rozpoczęło tarczowe drążenie tego tunelu, który jako pierwszy na całej linii był budowany tą metodą. Do 30 czerwca 1985 wykonano 161 m tunelu nr 1, a w lipcu zamontowano i uruchomiono także drugą tarczę mającą na celu wykonanie równolegle biegnącego tunelu nr 2. W I połowie 1985 roku rozpoczęto również roboty ziemne i palowe przy torach odstawczych stacji, których wykonawcą było Warszawskie Przedsiębiorstwo Budownictwa Ogólnego „Dźwigar”. 13 grudnia 1985 na mocy uchwały Rady Ministrów nr 226/85 termin oddania do użytku I etapu I linii metra przesunięto o jeden rok względem pierwotnego harmonogramu z 1990 na 1991.
Generalna Dyrekcja Budowy Metra przez pewien czas poszukiwała wykonawcy, który podjąłby się realizacji przejścia tunelami szlakowymi pod Trasą Łazienkowską. Pierwotnie chciano wykonać je metodą odkrywkową, jednak wymagałoby to wstrzymania ruchu na tej trasie komunikacyjnej na dwa lata. Zakład Budowy Kopalń Kombinatu Miedziowego z Lubina zaproponował wydrążenie tuneli za pomocą tarczy. 3 grudnia 1987 maszyna została uruchomiona i rozpoczęto drążenie tunelu zachodniego. Dzięki tej metodzie ruch nie został wstrzymany, a jedynie ograniczony do jednego pasma w momencie bezpośredniego przechodzenia tarczy na głębokości 80 cm pod jezdniami Trasy „Ł”. Po zrealizowaniu dwóch tuneli szlakowych i tunelu komunikacyjnego, z których każdy liczył 88 m długości, przedsiębiorstwo przystąpiło do budowy stacji. Głowice stacji wykonano metodą odkrywkową, natomiast hala peronowa mieszcząca się pomiędzy głowicami powstała z wykorzystaniem metody stropowej (mediolańskiej). Po wykonaniu ścian szczelinowych wykonano monolityczny strop żelbetowy wylany na gruncie i wspierający się na ścianach szczelinowych, a następnie pod tym stropem urabiano grunt rodzimy metodami górniczymi.
W 1990 zespół architektów Metroprojektu w składzie Jasna Strzałkowska-Ryszka (główny projektant), Jerzy Blancard, Jan Beyga, Krystyna Jonak,  Mariusz Gatner (architekci) oraz Ryszard Bojar i Jerzy Porębski (artyści plastycy) opracował koncepcję architektoniczno-plastyczną stacji śródmiejskich od stacji Politechnika do stacji Dworzec Gdański zatytułowaną M′90. Zawarty w tej koncepcji projekt stacji Politechnika nie został ostatecznie zrealizowany. Projektantem generalnym stacji jest Jasna Strzałkowska-Ryszka, architekturę obiektu opracował Jerzy Blancard, a wnętrza zaprojektował tandem Jasna Strzałkowska-Ryszka i Jerzy Blancard.
Pod koniec 1992, ze względu na ograniczone środki finansowe przyznane w tym roku na budowę, niemożliwe stało się uruchomienie odcinka planowane na przełom 1993/1994. Termin ten przesunięto na połowę 1994 z nadzieją na poprawę sytuacji ekonomicznej inwestycji. Na stacji wówczas wykonano około 75% prac konstrukcyjnych oraz rozpoczęto prace wykończeniowe. Podjęta w 1993 uchwała rządu nr 13/93 zmieniła termin otwarcia odcinka na koniec 1994. Biorąc pod uwagę tę datę zaplanowano, by w 1993 wykonać jak najwięcej robót podstawowych, natomiast w 1994 skupić się na pracach wykończeniowych i wyposażeniowych oraz rozruchu. Ze względu na ograniczone fundusze przyznane również na ten rok opracowano i na początku lutego 1993 przedłożono do akceptacji władz miejskich dwa warianty planu działań na 1993. W obydwu przypadkach zaniechano realizacji południowo-zachodniego wyjścia stacji. Na początku maja 1993 prace konstrukcyjne były zaawansowane w około 90%, ale na stacji nadal nie zamontowano instalacji sanitarnej, wodociągu przeciwpożarowego, podstacji energetycznej i systemu sterowania ruchem pociągów, a także nie doprowadzono torów jezdnych z trzecią szyną zasilającą. W grudniu 1993 na stacji zbudowano Centralną Dyspozytornię.
5 marca 1994 zorganizowano dzień otwarty na budowie warszawskiego metra, podczas którego pociągi z ludźmi na pokładzie pierwszy raz przejechały całą trasę od stacji Kabaty do stacji Politechnika. Pod koniec 1994 cały odcinek był gotowy do użytku i pociągi rozpoczęły rozkładowe kursowanie bez pasażerów. 1 stycznia 1995 weszły w życie nowe przepisy dotyczące wydawania zgody na rozpoczęcie eksploatacji obiektów, co spowodowało konieczność wykonania dodatkowych prac przed oddaniem inwestycji do użytku. 14 lutego 1995 Generalna Dyrekcja Budowy Metra zgłosiła techniczną gotowość do otwarcia metra, jednak podczas odbiorów technicznych zgłoszono usterki, które należało poprawić. W połowie marca ostateczną zgodę na eksploatację wydała straż pożarna i jedynym brakującym dokumentem była pozytywna opinia Inspektora Nadzoru Budowlanego. 28 marca poinformowano, że I linia metra zostanie otwarta 7 kwietnia.

### Uruchomienie i eksploatacja

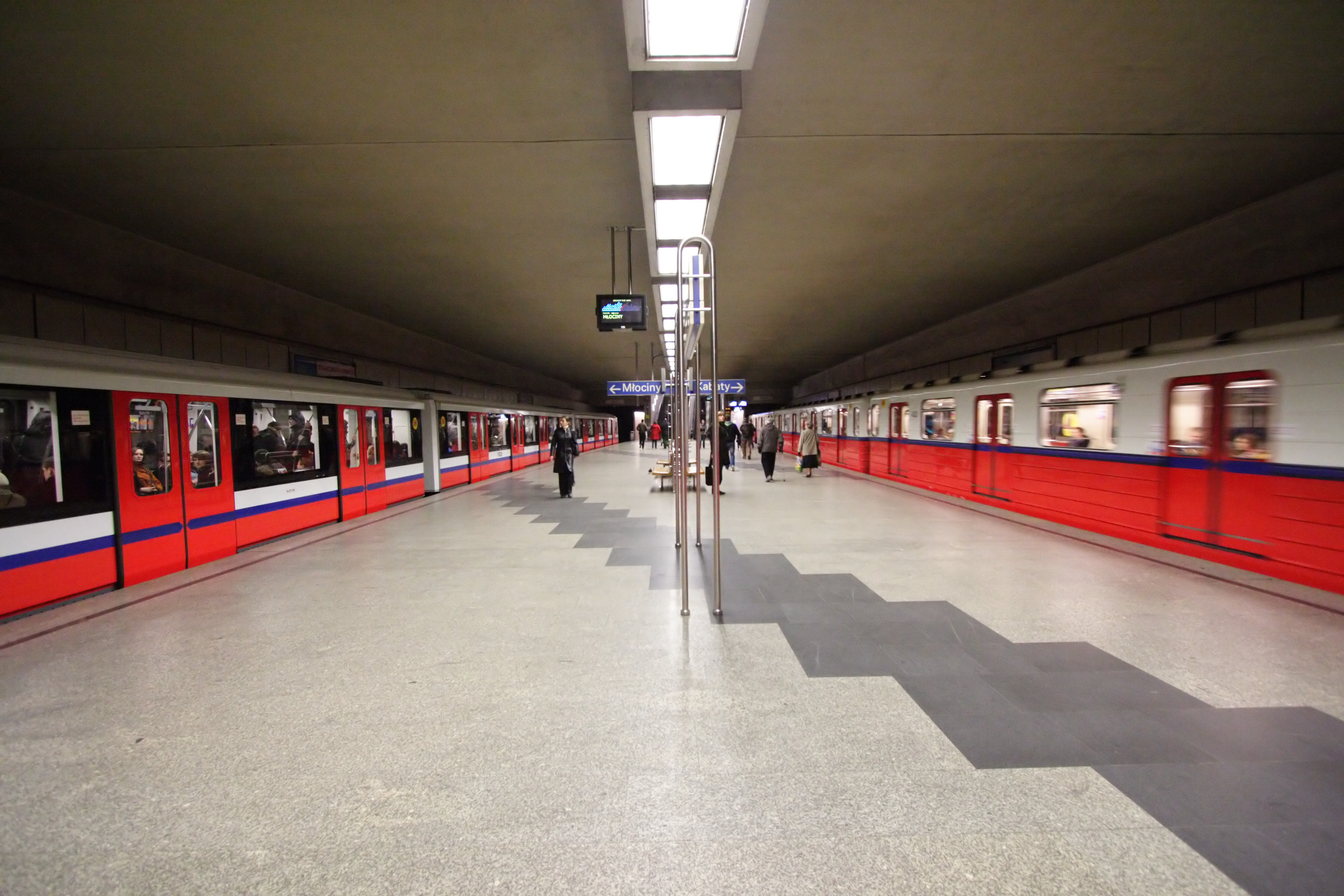
Składy Alstom Metropolis 98B i serii 81 przy peronie Politechniki

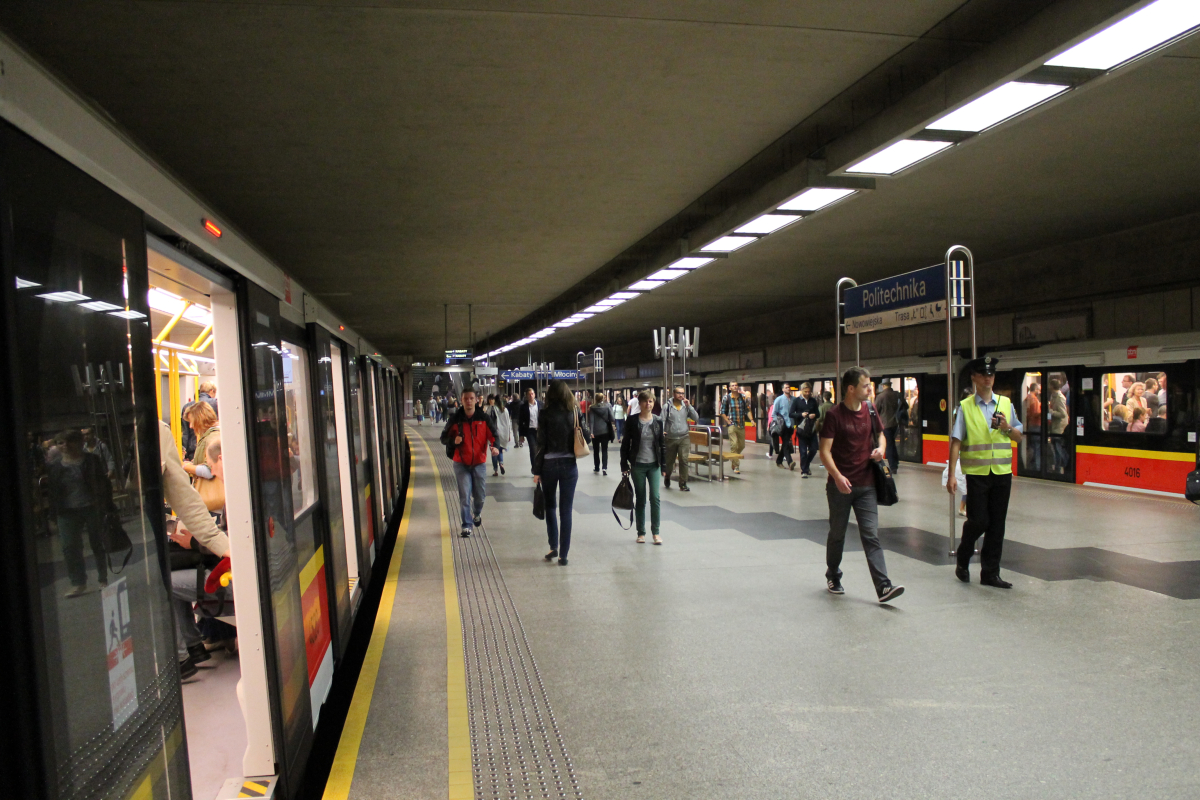
Dwa pociągi Siemens Inspiro na stacji

7 kwietnia 1995 o godz. 12:00 stacja została oddana do użytku wraz z całym I odcinkiem linii M1. Pierwszy pociąg w stronę przystanku odjechał o godz. 12:35 ze stacji Wilanowska, na której odbywały się uroczystości. Początkowo składy kursowały w godzinach od 4:30 do 23:20 i w szczycie podjeżdżały na stacje co 4 minuty. Politechnika była stacją końcową linii do 26 maja 1998, kiedy otwarto stację Centrum.
17 listopada 2013 w pociągu Siemens Inspiro o numerze 52 jadącym ze stacji Centrum do stacji Politechnika nastąpiło wyłączenie napięcia w trzeciej szynie wskutek zwarcia i powstania łuku elektrycznego pomiędzy elementami odbieraka prądu wagonu numer 4012. Próby ponownego załączenia napięcia zakończyły się niepowodzeniem, przez co pociąg jechał dalej z wybiegu i o godz. 15:21 zatrzymał się 84 m przed stacją. Podczas kolejnych prób pojawił się łuk elektryczny, błyski i dym, który przedostał się do wnętrza pojazdu. Maszynista poinstruował pasażerów by przeszli do przodu składu w celu ewakuacji, mimo to kilku podróżnych wbrew zaleceniom pracownika metra otworzyło awaryjnie drzwi i wyszło do tunelu. Chwilę później skład został uruchomiony i dojechał do stacji w celu ewakuacji pozostałych pasażerów. W trakcie wjazdu na stację pod wagonem numer 4012 pojawił się dym i płomienie. O godz. 15:25 wentylatory stacyjne włączono w trybie pożarowym oraz rozpoczęto akcję ewakuacyjną ludzi z pociągu i ze stacji. Gdy pociąg znajdował się na stacji dyspozytor otrzymał z telefonu tunelowego informację o ludziach przebywających poza stacją. Cztery osoby zostały wyprowadzone z tunelu przez wartownika Służby Ochrony Metra i dwóch żołnierzy żandarmerii wojskowej. Pracownicy metra przed przyjazdem wezwanego pogotowia i straży pożarnej ugasili płomienie oraz w niecałe 4 minuty wyprowadzili wszystkie osoby. O godz. 15:34 nastąpiło oddymianie stacji. Jedna osoba doznała ataku astmy, a osiem osób zostało przewiezionych do szpitala i wypisanych. Ruch pociągów został wstrzymany na odcinku Wilanowska – Ratusz Arsenał. O godz. 16:35 częściowo wznowiono ruch i pociągi kursowały w pętlach Kabaty – Wilanowska oraz Centrum – Młociny, natomiast między stacjami Centrum i Wilanowska uruchomiono pociąg wahadłowy jeżdżący z pominięciem zamkniętej stacji Politechnika. Około godz. 24:00 zepchnięto ze stacji uszkodzony skład i wznowiono normalny ruch na linii.

## Lokalizacja

### Położenie

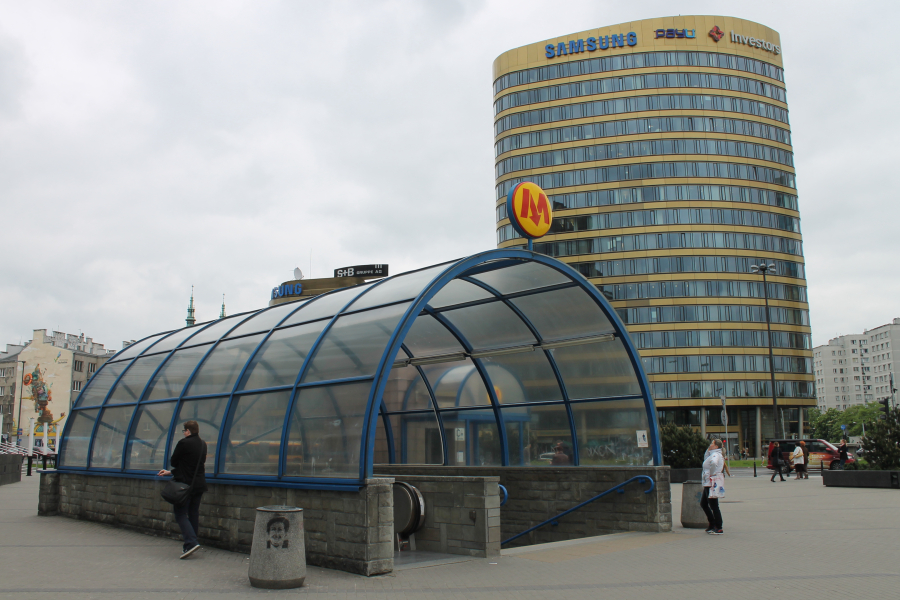
Wejście na stację na tle Zebra Tower

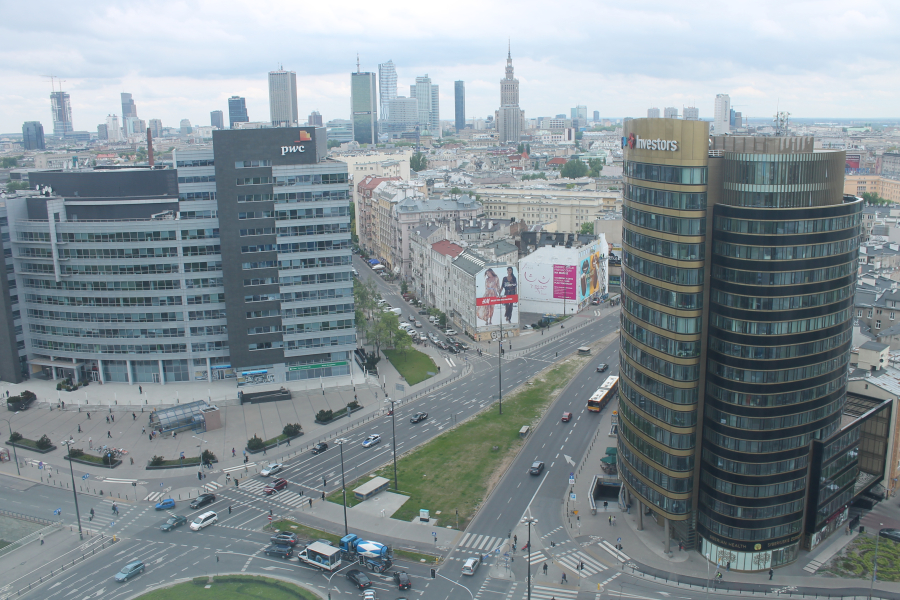
Otoczenie południowej głowicy stacji widziane z DS „Riviera”

Stacja A11 Politechnika położona jest w dzielnicy Śródmieście, zlokalizowana wzdłuż ul. Waryńskiego, pomiędzy al. Armii Ludowej i ul. Nowowiejską, na północ od ronda Jazdy Polskiej. Głębokość peronu poniżej poziomu gruntu wynosi około 13 m.
Na głowicy zachodniej zlokalizowane są łącznie cztery wejścia. Znajdują się one parami po obydwu stronach ul. Waryńskiego i wychodzą na północ na ul. Nowowiejską oraz na południe w kierunku ul. Jaworzyńskiej. Na głowicy południowej natomiast wybudowano trzy wejścia. Dwa ulokowane są na północno-wschodnim narożniku ronda Jazdy Polskiej i jedno z nich prowadzi na południe na Trasę Łazienkowską, a drugie na północ w kierunku ul. Jaworzyńskiej. Trzecie po przeciwnej stronie ul. Waryńskiego także prowadzi na południe na Trasę Łazienkowską. W pierwotnej koncepcji miało powstać tutaj również drugie wyjście wiodące na północ w kierunku ul. Polnej, jednak zrezygnowano z jego realizacji w 1993. Na głowicy południowej znajdują się także dwie windy – po jednej z każdej strony ul. Waryńskiego.
Poprzednia stacja A10 Pole Mokotowskie jest położona o 1248 m na południe, natomiast stacja następna A13 Centrum leży 1450 m na północ. W 1989 zaniechano budowy stacji A12 Plac Konstytucji, która znajdowałaby się w odległości 592 m od stacji w kierunku północnym.

### Połączenia komunikacyjne

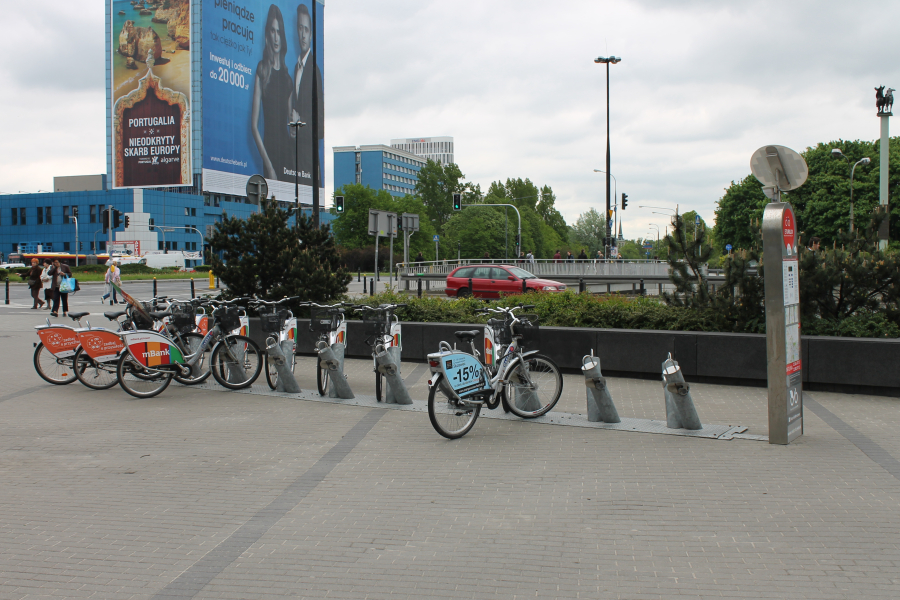
Stacja Veturilo po południowej stronie stacji

W okolicach stacji znajdują się przystanki autobusowe i tramwajowe wchodzące w skład 4 różnych zespołów przystankowych.
Do zespołu przystankowego Metro Politechnika należą:
- 2 przystanki tramwajowe zlokalizowane na północ od najbardziej wysuniętych na północ wyjść, przy torach tramwajowych biegnących wzdłuż ul. Nowowiejskiej, po jednym z każdej strony ul. Waryńskiego,
- przystanki autobusowe przy północno-zachodnich wyjściach zlokalizowane między ul. Nowowiejską a ul. Polną,
- przystanki autobusowe po wschodniej stronie ul. Waryńskiego przy ul. Jaworzyńskiej[24].

W pobliżu stacji znajdują się także 2 przystanki tramwajowe Plac Politechniki przy pl. Politechniki na zachód od północnej części stacji, 2 przystanki tramwajowe Plac Zbawiciela przy pl. Zbawiciela na wschód od północnej części stacji oraz 2 przystanki autobusowe DS Riviera na południe od ronda Jazdy Polskiej przy Domu Studenckim „Riviera”.
Ponadto przy wyjściu południowo-zachodnim i wyjściach północno-wschodnich znajdują się stacje Veturilo.

## Wygląd

### Stacja

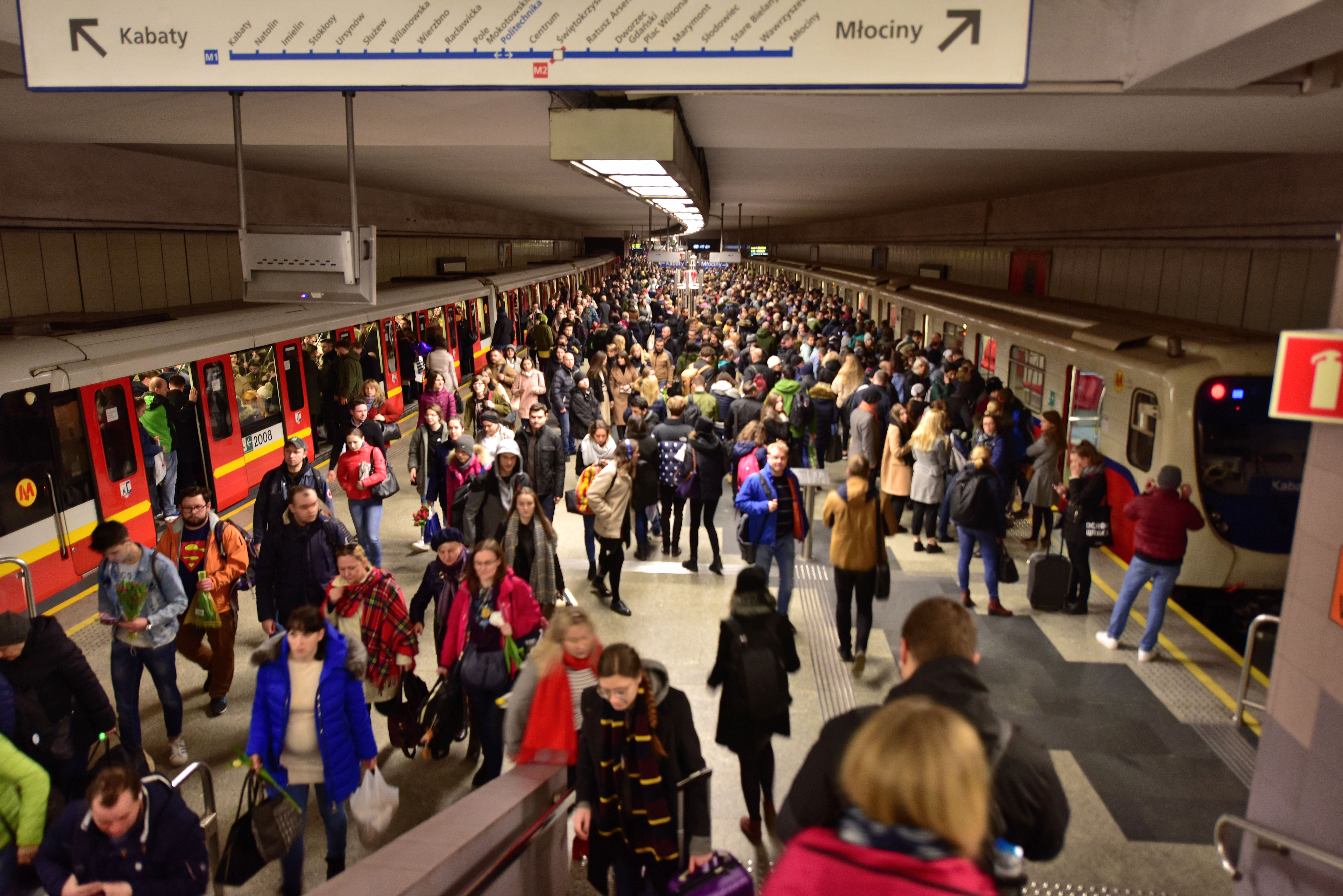
Podróżni na peronie stacji

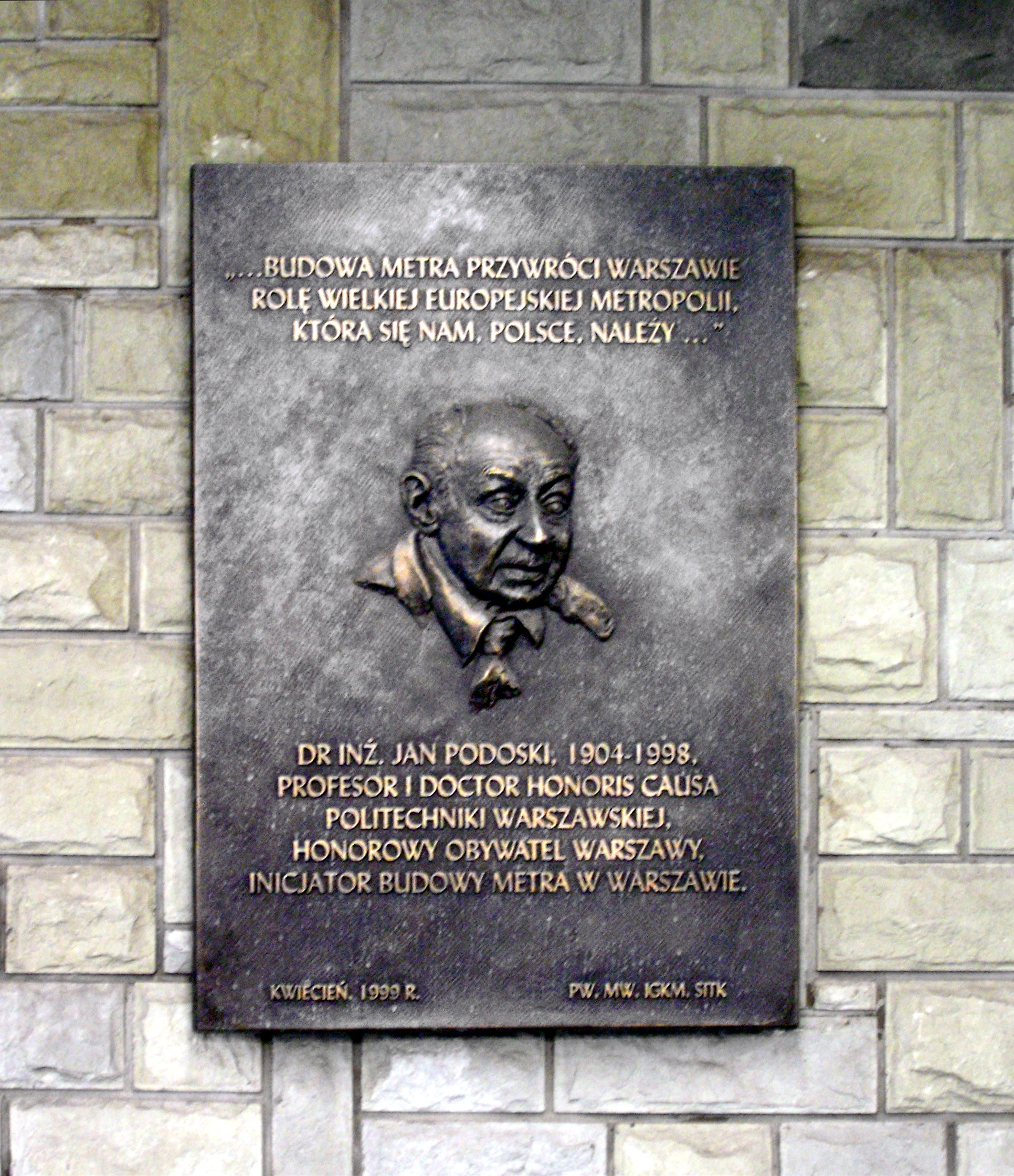
Tablica upamiętniająca Jana Podoskiego

Stacja ma długość 260 m, kubaturę 91 100 m³ oraz powierzchnię 14 900 m².
Wystrój stacji ze względów oszczędności nie został dokończony podczas budowy. Hala peronowa jest jednoprzestrzenna o przekroju prostokątnym. Nie zrealizowano galerii nad torami analogicznej do tej na stacji Wilanowska. Ściany zatorowe wyłożono szarymi panelami, natomiast sufit stanowi goły beton. Oświetlenie umieszczono bezpośrednio pod stropem. Peron stacji o długości 120 m i szerokości 11 m położony jest na łuku i wyłożony posadzką z zygzakowatymi pasami łączącymi dwie krawędzie. Przez pewien czas nad krawędzią peronu przy północnym końcu toru w kierunku stacji Kabaty do stropu przymocowany był panel świetlny przedstawiający ptaki. Planowano takie panele zamontować na całej długości peronu i zapalać w momencie wjazdu pociągu na stację, jednak po pewnym czasie jedyny panel został wygaszony, a następnie zdemontowany.
Ściany antresol oraz ściany przy schodach prowadzących na peron wyłożono ceramiką układającą się w pasy w odcieniach fioletu, beżu i szarości. Na antresoli południowej znajduje się komisariat policji.
21 kwietnia 1999 na stacji miała miejsce uroczysta prezentacja tablicy upamiętniającej zmarłego w 1998 Jana Podoskiego, który przyczynił się do budowy warszawskiego metra. Jej odsłonięcia dokonała wdowa Jadwiga Podoska. Tablica z odlanym popiersiem znajduje się na antresoli północnej obiektu i zawiera cytat wypowiedzi Jana Podoskiego:

…budowa metra przywróci Warszawie rolę wielkiej europejskiej metropolii, która się nam, Polsce, należy…

7 grudnia 2004 odsłonięto drugą tablicę pamiątkową na północnej antresoli stacji. Jest ona poświęcona Romanowi Ciesielskiemu, który przez kilkanaście lat badał wpływ metra na konstrukcje budynków znajdujących się wzdłuż linii.
Na początku kwietnia 2015 na południowej antresoli stacji w okolicach posterunku policji rozpoczęto prace nad nowym elementem wystroju. 23 kwietnia 2015 w ramach obchodów Polsko-Tureckich Dni Przyjaźni odsłonięto w tym miejscu ozdobną mozaikę. Obraz o szerokości ok. 18 m i wysokości ok. 2 m ułożony z ręcznie malowanych kafli wypalanych na ceramice wykonanych w Izmirze przedstawia uproszczoną panoramę Warszawy i Stambułu. Dekoracja powstała z inicjatywy Ambasady Turcji, która w ten sposób upamiętniła 600-lecie stosunków polsko-tureckich mające miejsce w 2014. Mozaika została wykonana na stacji metra, gdyż dla fundatora ważnym kryterium lokalizacji był udział tureckiego przedsiębiorstwo Gülermak w budowie centralnego odcinka linii M2. Wydział Estetyki Urzędu Miasta w Warszawie wytypował stację Politechnika, gdyż w jej przejściu podziemnym była wystarczająca ilość miejsca oraz chciano ożywić tę stację, która ze względu na problemy finansowe podczas budowy w latach 90. została pozbawiona różnych elementów wystroju, w związku z czym jest uboga pod względem architektonicznym.
Na początku maja 2015 zapowiedziano utworzenie na stacji Punktu Obsługi Pasażerów. W połowie stycznia 2017 ogłoszono przetarg na jego zaprojektowanie i wybudowanie. W połowie października obiekt ukończono, a 30 października oddano go do użytku.
13 lipca 2015 w południowej hali odpraw stacji w ramach testów została uruchomiona bramka ewakuacyjna nowego typu, podobna do tych stosowanych na linii M2.
W połowie listopada 2015 ogłoszono przetarg na wymianę systemu informacji wizualnej, która miała zostać wykonana do końca 2015, ale ze względu na niewystarczającą ilość czasu z realizacji zadania zrezygnował wybrany wykonawca. 5 i 6 grudnia 2015 na stacji wykonano system informacji dotykowej dla osób niewidomych.
Od 2015 na najstarszych stacjach warszawskiego metra ma miejsce czyszczenie stropów. W latach 2015–2016 na stacji Politechnika pomalowano sufity nad antresolami, natomiast na początku 2016 zaplanowano malowanie stropów nad schodami i nad peronem. Realizację tego zadania rozpoczęto 12 czerwca. 8 sierpnia natomiast zaczęto wymieniać zadaszenia nad wejściami na stację.

### Tory odstawcze
Na południe od stacji znajdują się dwa tory odstawcze. Służą one do odstawiania pociągów pomiędzy szczytami komunikacyjnymi i w przerwie nocnej. W nadzwyczajnych sytuacjach wykorzystywane są one również do zmiany kierunku składów. Obiekt ma 269 m długości.

### Centralna Dyspozytornia (1993–2007)

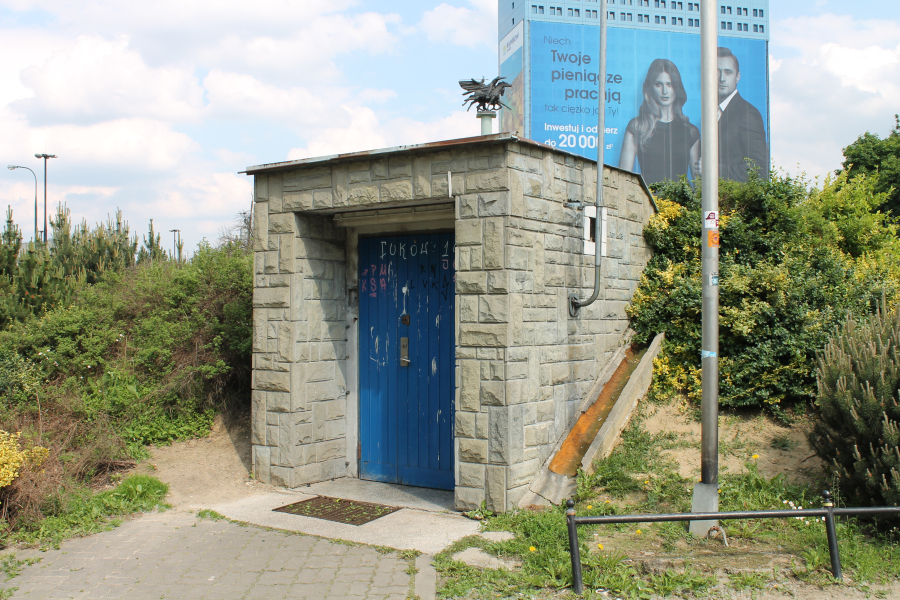
Wejście do byłej Centralnej Dyspozytorni

Centralna Dyspozytornia została zaprojektowana w latach 80. Wybudowano ją w grudniu 1993, a w lipcu 1994 wyposażono w sprzęt, który od grudnia 1992 znajdował się w prowizorycznym centrum na terenie STP Kabaty.
Obiekt znajdował się kilkanaście metrów pod ziemią w pobliżu stacji Politechnika. Wejściem na jego teren była górka na Polu Mokotowskim przy rondzie Jazdy Polskiej. Było to pomieszczenie, w którym kilkudziesięciu operatorów kontrolowało ruch metra wyświetlany na monitorach.
Wraz z rozbudową metra dyspozytornia przestała być funkcjonalna, dlatego pod koniec 2006 zdecydowano o przeniesieniu obiektu na teren STP Kabaty. 6 listopada 2006 Metro Warszawskie podpisało z przedsiębiorstwem Kontron East Europe umowę na wykonanie projektów, adaptację pomieszczeń oraz uruchomienie systemów sterowania i nadzoru w nowym obiekcie. W listopadzie 2007 nowa Centralna Dyspozytornia była gotowa, rozpoczęto jej odbiory techniczne i pierwsze próbne rozruchy. Uruchomiono ją w połowie grudnia 2007.

## Liczba pasażerów

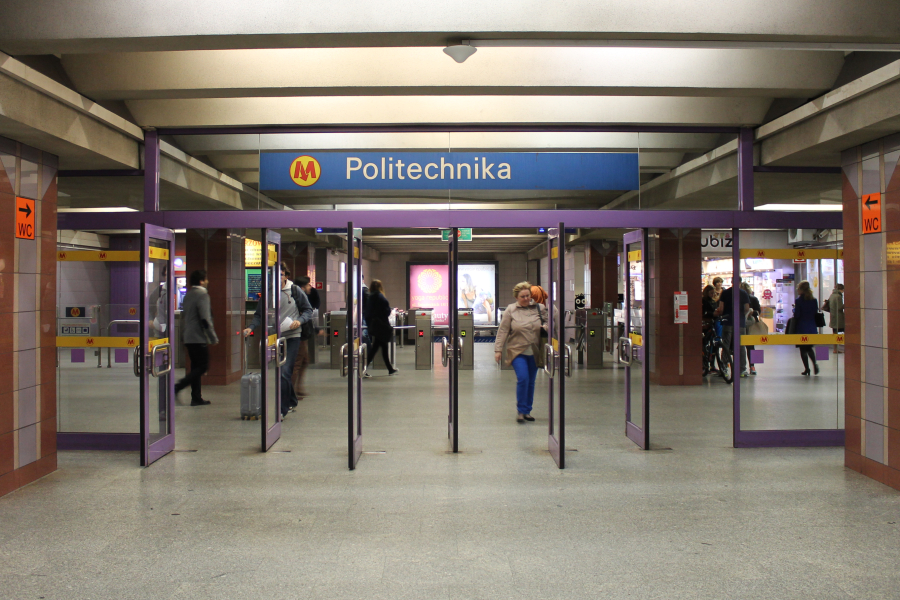
Północna hala odpraw stacji

Roczna liczba pasażerów korzystających ze stacji od 7,43 mln w 2004 wzrastała do 2010, kiedy to osiągnęła wartość równą 12,94 mln. Przez kolejne dwa lata liczba pasażerów była o około 150 tys. mniejsza, a następnie w 2013 i 2014 osiągnęła najwyższe w historii wartości na poziomie ponad 15 mln. W 2015 ze stacji skorzystało szacunkowo nieco ponad 10,5 mln pasażerów, a rok później ponad 12,7 mln osób.
W latach 2004–2014 stacja była jedną z trzech najpopularniejszych stacji na całej linii M1. Od 2010 do 2012 więcej pasażerów skorzystało z przystanków Centrum i Ratusz Arsenał, a w 2013 i 2014 przed Politechniką była tylko stacja Centrum. W 2015 stacja Politechnika uplasowała się na 4. miejscu pod względem liczby pasażerów wśród stacji linii M1, a w następnym roku na 3. miejscu za Centrum i Świętokrzyską.

## Inne informacje
- Razem ze stacją metra powstał także parking podziemny na 130 miejsc pod ul. Waryńskiego, z wjazdem od strony ul. Polnej przez dawny fragment ul. Jaworzyńskiej (przemianowanej później na ul. Progi)[63].
- Stacja została wspomniana słowami Niedaleko jest metro, jakie? Politechnika w utworze U nas na Śródmieściu przygotowanym w 2010 przez raperów z warszawskiego Śródmieścia na kompilację Prosto Mixtape 600V[64].